# Natanael Guzmán
Emanuel Natanael Guzmán (Villa Nueva, 11 agosto 1999) è un calciatore argentino, attaccante dell'Aldosivi in prestito dal Plaza Colonia.

## Caratteristiche tecniche
È un'ala destra.

## Carriera
Nato a Villa Nueva in Provincia di Córdoba, è cresciuto nel settore giovanile dell'Hipólito Yrigoyen, con cui ha debuttato nel 2016 nella Liga Villamariense. Nel dicembre 2016 è stato acquistato dall'Alem di Córdoba, dove è rimasto per un semestre prima di trasferirsi al Cañuelas. Con il club biancorosso nella stagione 2019 ha ottenuto la promozione in terza divisione, venendo inserito nella formazione ideale del torneo.
Nel gennaio 2020 è stato acquistato dal Montevideo City Torque, compiendo un salto di tre categorie ed approdando nella massima divisione uruguaiana. Ha debuttato in Primera División Profesional il 14 agosto seguente disputando l'incontro perso 2-1 contro il Danubio.